# Fra Bartolommeo
Fra Bartolommeo (også Bartolommeo eller Baccio della Porta, som dominikaner: Fra Bartolommeo di San Marco, il Prate) (født 28. marts 1472 i Firenze, foran Porta di S. Pier Gattolini (deraf tilnavnet), død 31. oktober 1517) var en italiensk maler og kom i lære hos Cosimo Roselli. 

## Historie
Fra Bartolommeo blev dybt grebet af Girolamo Savonarola – hvis portræt han har malet (San Marco i Firenze) – blev dennes omgangsven og ivrige tilhænger, kastede ved Bruciamenti delle vanita alle sine billeder med ikke-religiøse emner på bålet og gik, rystet ved Savonarolas tilfangetagelse og død, i kloster og blev 1501 dominikanermunk i San Marco. Først efter længere tids forløb tog han atter penslen i hånd og blev nu andagtsbilledets pietetsfulde og ypperlige maler. 1509-12 arbejdede han sammen med Mariotto Albertinelli; rejser til Venedig i 1508 og Rom i 1514 gav hans kunst friske impulser. – Fra hans første periode er de, nu kun delvis bevarede, storladne dommedagsfresker for Santa Maria Nuova i Firenze (1498-99); fra hans klostertid: den hellige Bernhards Vision (Akademiet I Firenze), det om Lionardo mindende Vandring til Emaus, Maria Magdalena og Katharina af Siena – et af hans hovedværker – nu i pinakoteket i Lucca, og desuden blandt meget andet de to skønne fremstillinger af Katharinas formæling (Louvre og Pitti), Madonna med helgener (San Marco), et freskobillede af Madonna i dominikanerhospitalet i Pian di Mugnone, Marcus (Palazzo Pitti, udpræget indflydelse fra Michelangelo), Forkyndelsen (Louvre 1515), Kristi Opstandelse og det storladent-enkle Nedtageisen fra Korset (Pitti), Himmelfarten (Neapel), hellig Familie i Corsini-Galleriet i Rom og – fra dødsåret – Kristus som Gartner og Magdalena (Pian di Mugnone). Uden for Italien findes der arbejder af ham bl.a. i Hofmuseet i Wien (Simeon), Berlin, Paris, England (Panshangers Galleri og andre). – I disse værker, hvoraf kun få – fresker (samt i de mange fortrinlige håndtegninger), viser Bartolommeo sig som en af kunstens betydeligste mestre; spænder han end ikke over så store felter som de samtidige kunstnergenier, Michelangelo, hvis individualitet står Bartolommeos så fjernt, Lionardo, hvis bløde formbehandling han tilegnede sig, eller Rafael, med hvis kunst hans egen stod i inderligt vekselvirkningsforhold, står han dog uovertruffen på sit begrænsede område, særlig andagts-billedet med dets ædle skikkelser, dybe følelse og bløde, harmoniske kolorit, alt sammenholdt af en mesterlig afrundet og storladen komposition, der trods sin strenge arkitektoniske opbygning giver figurerne frit spil og skaber ukunstlet ligevægt. Særlig i så henseende har Bartolommeos kunst sat dybe spor i den efterfølgende tids (den pyramidalske gruppering).